# Dan Sai (huyện)
Dan Sai (tiếng Thái: ด่านซ้าย) là một huyện (amphoe) ở phía tây của tỉnh Loei, đông bắc Thái Lan.

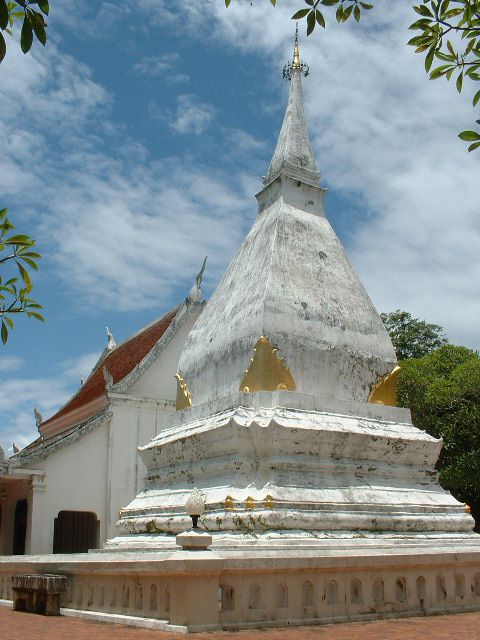
Phra That Si Song Rak

## Địa lý
Các huyện giáp ranh (từ phía đông theo chiều kim đồng hồ) là Phu Ruea của tỉnh Loei, Lom Kao và Khao Kho của tỉnh Phetchabun, Nakhon Thai của tỉnh Phitsanulok, và Na Haeo của tỉnh Loei. Phía bắc là tỉnh Xaignabouli của Lào.
Đầu nguồn sông Pa Sak nằm ở vùng núi ở phía đông huyện. Một phần lớn huyện này thuộc Vườn quốc gia Phu Hin Rong Kla. Về phía đông nam là Khu bảo tồn hoang dã Phu Luang.

## Hành chính

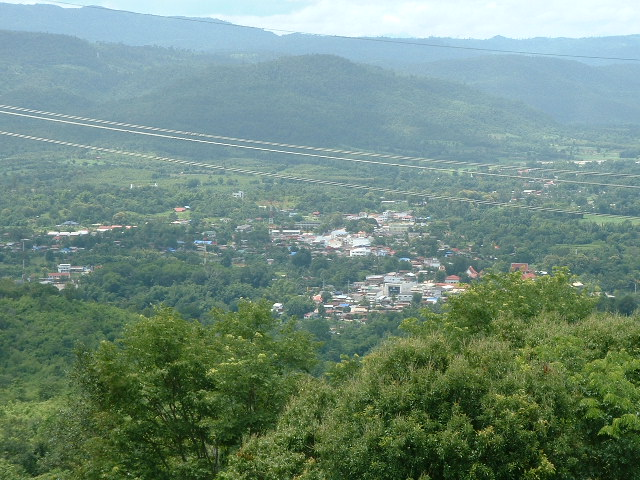
thị xã Dan Sai

Huyện này được chia thành 10 phó huyện (tambon), các đơn vị này lại được chia ra thành 98 làng (muban). Dan Sai là thị trấn (thesaban tambon) duy nhất của huyện, nằm trên một phần của the tambon Dan Sai. Có 10 Tổ chức hành chính tambon.
| STT | Tên        | Tên tiếng Thái | Số làng | Dân số |  |
| --- | ---------- | -------------- | ------- | ------ |  |
| 1.  | Dan Sai    | ด่านซ้าย         | 15      | 8.458  |  |
| 2.  | Pak Man    | ปากหมัน         | 7       | 3.124  |  |
| 3.  | Na Di      | นาดี            | 9       | 3.936  |  |
| 4.  | Khok Ngam  | โคกงาม         | 7       | 4.659  |  |
| 5.  | Phon Sung  | โพนสูง          | 9       | 4.860  |  |
| 6.  | Ipum       | อิปุ่ม            | 13      | 4.595  |  |
| 7.  | Kok Sathon | กกสะทอน        | 11      | 6.878  |  |
| 8.  | Pong       | โป่ง            | 11      | 6.057  |  |
| 9.  | Wang Yao   | วังยาว          | 7       | 3.563  |  |
| 10. | Na Ho      | นาหอ           | 9       | 3.140  |  |